# Aurelijus Veryga
Aurelijus Veryga (ur. 8 sierpnia 1976 w Użwentach) – litewski polityk, psychiatra i nauczyciel akademicki, profesor, poseł na Sejm Republiki Litewskiej, w latach 2016–2020 minister zdrowia, deputowany do Parlamentu Europejskiego X kadencji, od 2025 przewodniczący Litewskiego Związku Zielonych i Rolników (LVŽS).

## Życiorys
Ukończył szkołę średnią w Użwentach, a w 2000 medycynę na Akademii Medycznej w Kownie. W 2004, po odbyciu rezydentury, uzyskał specjalizację w zakresie psychiatrii. W tym samym roku doktoryzował się z nauk biomedycznych, a także podjął praktykę lekarską w zawodzie psychiatry. Związany także z macierzystą uczelnią (przemianowaną na Uniwersytet Medyczny w Kownie) – od 2009 na stanowisku docenta, a od 2015 jako profesor.
Zaangażowany w inicjatywy na rzecz przeciwdziałania uzależnieniom. W 2000 współtworzył centrum wsparcia dla młodych narkomanów w Kownie. Od 2005 do 2012 zasiadał w Narodowej Radzie Zdrowia, zaś w latach 2009–2012 był doradcą premiera Andriusa Kubiliusa do spraw zapobiegania uzależnieniom.
W wyborach w 2016 z ramienia Litewskiego Związku Zielonych i Rolników uzyskał mandat posła na Sejm Republiki Litewskiej. 13 grudnia 2016 w nowo utworzonym gabinecie Sauliusa Skvernelisa objął stanowisko ministra zdrowia. W 2020 z powodzeniem ubiegał się o poselską reelekcję. Urząd ministra zdrowia sprawował do 11 grudnia 2020.
W 2024 został wybrany na eurodeputowanego X kadencji. W tym samym roku uzyskał też ponownie mandat posła na Sejm (jednak zrezygnował z jego objęcia). W marcu 2025 zastąpił Ramūnasa Karbauskisa na funkcji przewodniczącego LVŽS.

## Odznaczenia
- Medal Rady Bałtyckiej – 2019[9]